# Buljetovina
Buljetovina (serb. Буљетовина) – wieś w Bośni i Hercegowinie, w Federacji Bośni i Hercegowiny, w kantonie sarajewskim, w gminie Ilijaš. W 2013 roku liczyła 9 mieszkańców, z czego większość stanowili Serbowie.

## Położenie
Wieś położona jest w odległości około 30 km na północny wschód od stolicy gminy- Ilijaš i około 40 km na północ od Sarajewa, nad rzeką Bjelila.

## Klimat
Miejscowość położona jest w strefie klimatu umiarkowanego przejściowego między klimatem kontynentalnym a śródziemnomorskim. Charakterystycznymi cechami tego klimatu są bardzo mroźne zimy i upalne lata. Dodatkowo zimą występują bardzo silne wiatry.

## Demografia
W 1991 roku wieś zamieszkiwały 74 osoby, wszyscy narodowości serbskiej. Od 1961 roku następowały następujące zmiany liczby ludności wsi Buljetovina:
| Rok             | 1961 | 1971 | 1981 | 1991 |
| Liczba ludności | 140  | 139  | 99   | 74   |